# بيروبي
بلدية بيروبي (بالإسبانية: Berrobi) هي بلدية تقع في مقاطعة غيبوثكوا التابعة لمنطقة إقليم الباسك شمال إسبانيا.

## الديموغرافيا
يبلغ عدد سكان بلدية بيروبي 578 نسمة عام 2011 (وفقاً للمعهد الوطني للإحصاء الإسباني).
| 565 | 551 | 574 | 560 | 587 | 600 | 578 |